# Temora Shire
Koordinaten: 34° 27′ S, 147° 32′ O

Temora Shire ist ein lokales Verwaltungsgebiet (LGA) im australischen Bundesstaat New South Wales. Das Gebiet ist 2.802,016 km² groß und hat etwa 6.000 Einwohner.
Temora liegt in der Region um den Murrumbidgee River in der Südhälfte des Staates etwa 420 km westlich der Metropole Sydney und 210 km nordwestlich der australischen Hauptstadt Canberra. Das Gebiet umfasst 18 Ortsteile und Ortschaften: Bectric, Combaning, Gidginbung, Grogan, Mimosa, Narraburra, Pucawan, Quandary, Reefton, Sebastopol, Springdale, Tara, Temora, Trungley Hall und Teile von Ariah Park, Barmedman, Morangarell und Stockinbingal. Der Sitz des Shire Councils befindet sich in der Stadt Temora im Zentrum der LGA, wo etwa 4.000 Einwohner leben.

## Verwaltung
Der Temora Shire Council hat neun Mitglieder, die von den Bewohnern der LGA gewählt werden. Temora ist nicht in Bezirke untergliedert. Aus dem Kreis der Councillor rekrutiert sich auch der Mayor (Bürgermeister) des Councils.